# Plateia Amerikis
Plateia Amerikis é um filme de drama grego de 2017 dirigido e escrito por Yannis Sakaridis. Foi selecionado como representante de seu país ao Oscar de melhor filme estrangeiro em 2018.

## Elenco
- Themis Bazaka - Georgia
- Ksenia Dania - Tereza
- Nikkos J. Frangos
- Vassilis Koukalani - Tarek
- Kostas Kourtidis
- Errikos Litsis - Stavros
- Alexandros Logothetis - Manolis